# Ryback
Ryback Allen Reeves, noto semplicemente come Ryback (Las Vegas, 10 novembre 1981), è un conduttore radiofonico ed ex wrestler statunitense.
È principalmente ricordato per i suoi trascorsi nella World Wrestling Entertainment durante gli anni duemiladieci.

## Carriera

### Circuito indipendente (2003–2004)
Una volta terminati gli studi alla University of Nevada di Las Vegas (Nevada), Reeves inizia la sua carriera da wrestler nel circuito indipendente nordamericano. 

### Tough Enough (2004–2005)
Nell'estate del 2004 ha l'occasione di entrare a far parte della World Wrestling Entertainment, partecipando alla quarta edizione di Tough Enough; nonostante non riesca a vincere, la WWE decide di metterlo sotto contratto ed inviarlo nel territorio di sviluppo della Deep South Wrestling.

### Deep South Wrestling (2005–2006)
Il 1º settembre 2005 fa il suo debutto nella Deep South Wrestling in un Tag Team match in coppia con Lash LeRoux, perdendo contro Derrick Neikirk e Mike Knox. Nelle settimane successive combatte insieme a Jack Bull, Conor O'Brian, The Miz e Nick Mitchell contro il Team Elite, i Regulators e gli Slaughter Brothers; comincia a combattere singolarmente un mese dopo contro Mike Shane, Mike Knox e Palmer Canon. Partecipa al torneo per decretare il primo DSW Heavyweight Championship (poi vinto da The Miz) ma viene eliminato al primo turno da Mac Johnson. Il 17 dicembre perde un match contro Freakin' Deacon. Qualche giorno dopo nella stessa sera partecipa a due match, perdendoli entrambi: il primo in coppia con Damian Steele contro The Regulators e il secondo in singolo contro Mike Knox.
A gennaio 2006, Reeves forma un tag team con Conor O'Brian sfidando il Team Elite e The Gymini.

### Ohio Valley Wrestling (2006–2008)
Poco dopo Ryan Reeves viene trasferito alla Ohio Valley Wrestling e, prima di abbandonare la DSW, perde contro Freakin' Deacon il 26 febbraio 2006. Il 10 maggio Reeves, in coppia con gli OVW Southern Tag Team Champion Kasey James e Roadkill, sconfigge Aaron Stevens, Deuce e Domino. Tre giorni dopo fallisce l'assalto ai titoli di coppia con Mikey Batts. Dopo un breve stop causato da un infortunio, ritorna il 17 giugno in un 8-man tag team match in coppia con Cody Rhodes, Shawn Spears e Elijah Burke sconfiggendo i Los Locos, Deuce e Domino. Poco dopo viene sospeso per 30 giorni per aver violato il Wellness Programm. Ritorna in coppia con Jon Bolen, con il quale forma gli High Dosage ottenendo molte vittorie ma non riescono a sconfiggere Cody Rhodes e Shawn Spears per i titoli di coppia. Successivamente si prende una pausa di un anno a causa di diversi dolori che lo tormentano. Ritorna con un nuovo ring name, Ryback, sconfiggendo Anthony Bravado e vincendo l'OVW Heavyweight Championship. Perde il titolo il 29 settembre contro lo stesso Bravado.

### Florida Championship Wrestling (2008–2010)
Dopo il match, Reeves lascia la OVW per andare alla Florida Championship Wrestling. Il 16 dicembre 2008, Ryback cambia ring name in Skip Sheffield e debutta in un tag team match con Joe Cutler perdendo contro Kris Logan e Taylor Rotunda. Forma successivamente un tag team con Sheamus, ma falliscono due volte l'assalto agli FCW Florida Tag Team Championship. Sheamus viene poi chiamato nel main roster e Sheffield inizia la competizione da singolo sconfiggendo Jimmy Uso.

### World Wrestling Entertainment (2010–2016)

#### The Nexus (2010–2011)

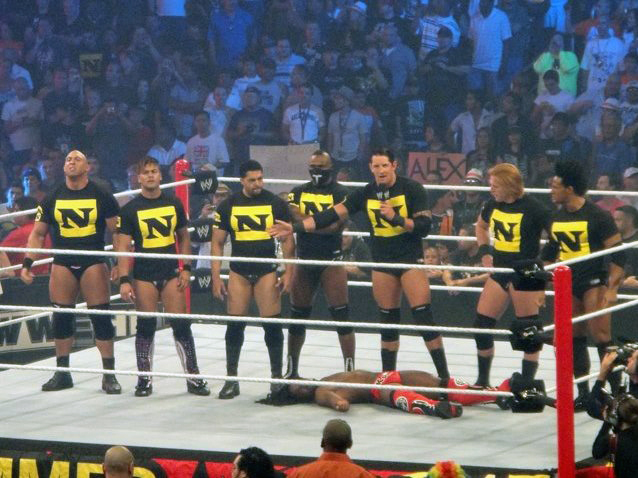
Ryback con il Nexus nel 2010

Il 16 febbraio 2010 viene annunciato che Skip Sheffield avrebbe preso parte alla prima stagione del reality-show della WWE, NXT, con William Regal come proprio mentore. Il 2 marzo fa il suo debutto perdendo un Tag Team match in coppia con Regal contro Matt Hardy e Justin Gabriel, mentre il 27 aprile ottiene la sua prima vittoria battendo Daniel Bryan. L'11 maggio viene eliminato dalla competizione.
Durante la puntata di Raw del 7 giugno Skip Sheffield e gli altri partecipanti della prima stagione di NXT interferiscono nel main-event tra CM Punk e John Cena attaccando i due contendenti e l'annunciatore Justin Roberts. La settimana successiva attaccano il General Manager dello show rosso, Bret Hart, dopo averlo intimato di offrirgli un contratto ufficiale con la WWE, che gli viene concesso il 21 giugno da un nuovo GM misterioso. Nella puntata di Raw del 28 giugno il gruppo, che intanto aveva assunto il nome di Nexus, sconfigge John Cena in un 7-on-1 Handicap match. Nella puntata di Raw del 27 luglio The Nexus sconfigge il team Raw: nel match, Sheffield riesce ad eliminare Mark Henry. A Summerslam, il team WWE (John Cena, Edge, Chris Jericho, R-Truth, John Morrison, Daniel Bryan e Bret Hart) sconfiggono il Nexus: nel match, Sheffield dopo aver eliminato Morrison e R-Truth, viene eliminato da Edge. Sconfiggendo in coppia con David Otunga il team di John Morrison e R-Truth diventa primo sfidante ai WWE Tag Team Championship detenuti da David Hart Smith e Tyson Kidd, ma ad un live-event svoltosi ad Honolulu (Hawaii), Sheffield si infortuna alla caviglia.

#### Inattività per infortunio (2011–2012)
Skip Sheffield viene operato nel mese di settembre, ma l'infortunio porta delle complicazioni che lo costringono ad operarsi altre due volte, costringendolo ad uno stop durato quasi due anni.

#### Opportunità titolate (2012–2013)

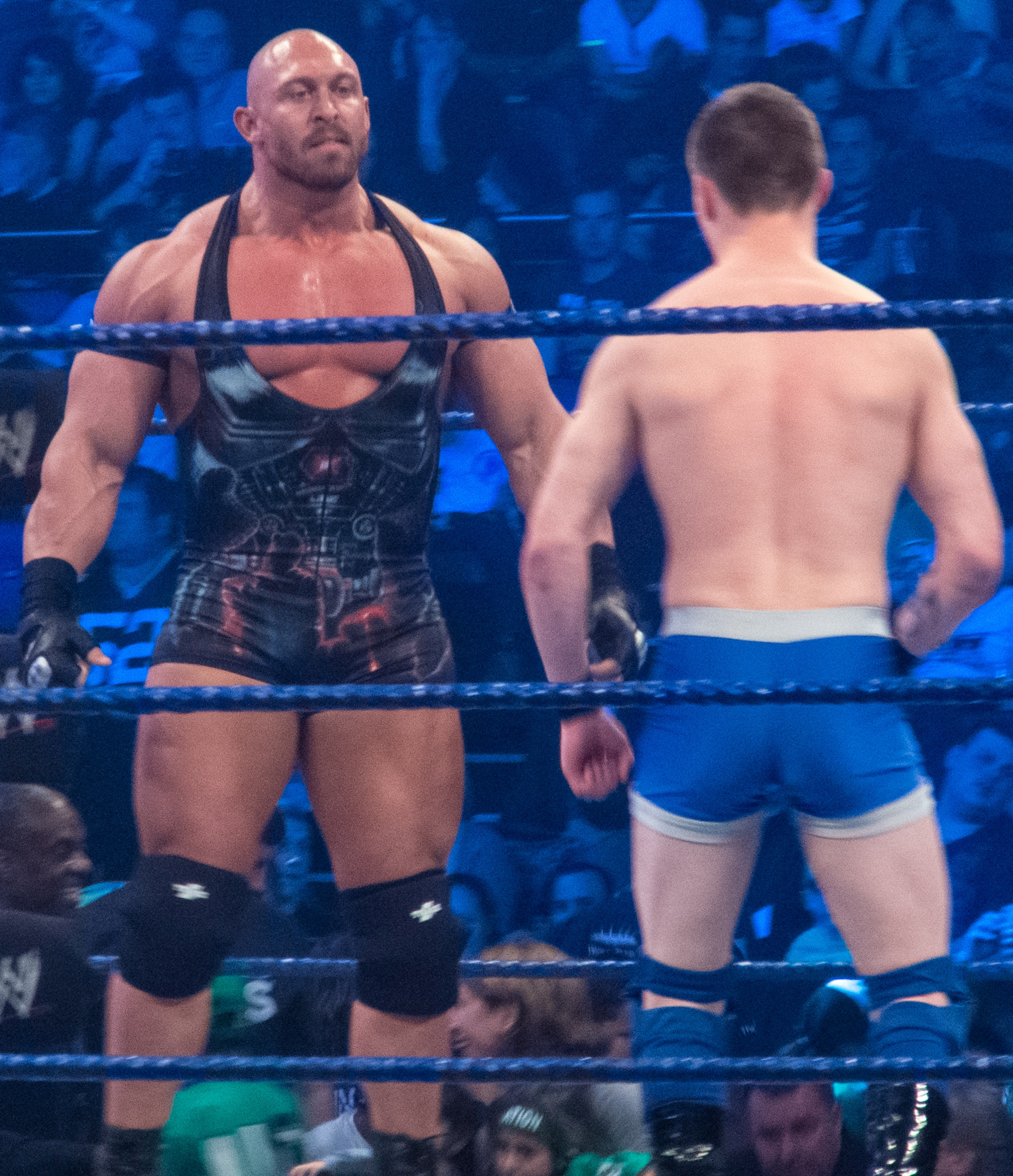
Ryback nel 2012

Ryan Reeves fa il suo ritorno durante la puntata di SmackDown del 6 aprile 2012, con il ring-name di Ryback, sconfiggendo in pochi minuti un wrestler locale. Nelle settimane successive batte facilmente vari jobber, mentre il 20 maggio, ad Over the Limit, vince contro Camacho. La prima breve rivalità la ha con il duo formato da Curt Hawkins e Tyler Reks, affrontando entrambi a Raw e a SmackDown e battendoli in un match uno contro due a Money in the Bank. Sconfitto il Tag Team, lotta varie volte contro Jinder Mahal, dopo che quest'ultimo si faceva contare fuori o squalificare nei loro match. Il 3 settembre, a Raw, sconfigge Mahal chiudendo la rivalità.
Nell'edizione di Raw del 17 settembre interviene nel MizTV, talk show condotto dal campione intercontinentale The Miz e distrugge il set del Talk Show, lanciando divani, sedie e quant'altro in direzione dell'Awesome One, che si dà alla fuga. Nella puntata di Raw del 24 settembre ottiene la sua prima vittoria importante sconfiggendo il campione intercontinentale The Miz. A fine serata del 24 settembre, interviene nel backstage in aiuto della WWE Legend, Mick Foley, in cui era stato attaccato da CM Punk e Ryback, tira uno sguardo minaccioso al campione che rimane stregato. Da qui inizia la sua rivalità con CM Punk. Nella puntata di Raw dell'8 ottobre sconfigge Primo ed Epico. La stessa sera mentre CM Punk cercava di effettuare la GTS su Vince McMahon, interviene in aiuto del Chairman, ma Punk lascia il ring non appena "Big Hungry" fa ingresso nel quadrato; a rispedire il WWE Champion sul ring ci pensa John Cena che colpisce Punk e lo lascia nelle grinfie di Ryback, il quale prima stende il wrestler di Chicago con una devastante Clothesline e poi cerca di finirlo con la Shell Shocked, però Punk si libera in tempo per scappare, rifugiandosi fra la folla, ma in quel momento Vince McMahon annuncia che Punk dovrà scegliere tra lo stesso Ryback e John Cena, come contendente numero 1, per il titolo WWE a Hell in a Cell, altrimenti sarà il Chairman a farlo per lui. Il 15 ottobre, prima della decisione sulla firma del contratto per Hell in a Cell stabilita da Vince McMahon, affronta in un Handicap Match Dolph Ziggler e David Otunga, vinto in pochi minuti effettuando una "Shell Shocked" decisiva sul wrestler di colore. Al termine della puntata Vince McMahon convoca sul ring CM Punk, Ryback e John Cena ed è proprio il leader della Cenation, a sorpresa, a favorire la firma di Ryback, che a suo dire è l'uomo giusto per mettere fine al regno di Punk, e quindi ufficialmente affronterà il WWE Champion nel pay-per-view Hell in a Cell; a Hell in a Cell, però, non riesce a sconfiggere CM Punk e a conquistare il titolo WWE a causa dell'arbitro che lo colpisce con un colpo basso e aiuta il campione a schienarlo subendo la sua prima sconfitta al suo debutto in wwe.
Nella puntata di Raw successiva Ryback, dopo aver sconfitto JTG, viene scelto da Mick Foley come componente del suo team che, a Survivor Series, affronterà il team Punk. Nella puntata di Raw del 5 novembre viene annunciato che Ryback non farà più parte del Team Foley a Survivor Series, ma bensì sarà coinvolto in un Triple Threat match insieme a CM Punk e John Cena valido per il titolo WWE, quindi anche CM Punk non farà più parte del suo team e verrà sostituito da Dolph Ziggler. Alle WWE Survivor Series perde il Triple Threat match a causa di tre talenti di NXT, ovvero Dean Ambrose, Seth Rollins e Roman Reigns, che assalgono Ryback proprio nel momento in cui stava per ottenere la vittoria: i 3 rookies schiantano Ryback sul tavolo dei commentatori, permettendo a Punk di schienare John Cena, che era stato steso proprio dallo stesso Ryback. I tre, noti ora come Shield, iniziano ad attaccare ripetutamente Ryback nel suoi match. Avrebbe dovuto affrontare CM Punk anche a TLC per il titolo WWE, ma nei giorni successivi alla puntata di Raw del 3 dicembre viene comunicato che CM Punk ha subito un infortunio. Pertanto viene reso noto dalla dirigenza WWE che Ryback, nell'impossibilità di affrontare il campione WWE a TLC, andrà invece contro i tre dello Shield, facendo team con Kane e Daniel Bryan. Tuttavia, Ryback ottiene l'ennesima sconfitta in PPV anche in questa occasione, dopo che il suo compagno Daniel Bryan viene schienato dal membro dello Shield Roman Reigns. Nella puntata dedicata agli Slammy Awards, vince il premio come miglior debuttante dell'anno.
Nella puntata di SmackDown del 18 dicembre annuncia al suo rivale CM Punk che i due si affronteranno nella puntata di Raw del 7 gennaio con il WWE Championship in palio. Nella puntata speciale di Raw del 24 dicembre annuncia al suo rivale CM Punk che il loro incontro del 7 gennaio per il WWE Championship sarà un Tables, Ladders and Chairs matc, e Ryback ne uscirà sconfitto, anche a causa dell'intervento dello Shield che lo schianta su di un tavolo con una Triple Powerbomb. Partecipa al Royal Rumble match, eliminando ben 5 persone, ma venendo eliminato per ultimo da John Cena. Ad Elimination Chamber, viene sconfitto e schienato da Seth Rollins nel match a 6 che vedeva opposto Ryback, Sheamus e John Cena contro i tre dello Shield. A Raw, in team con Chris Jericho e Sheamus viene ancora sconfitto dallo Shield.
Nella puntata di Raw del 25 febbraio batte Dolph Ziggler grazie alla Shell Shocked. Una settimana dopo, a Raw Old School, si ripete battendo lo US Champion Antonio Cesaro; dopo il match si incrocia con Mark Henry, che si apprestava a disputare il suo match: i due si scambiano solo un faccia a faccia. Inizia quindi una rivalità con l'ex sollevatore di pesi, che riesce anche ad attaccarlo a Raw. Successivamente Ryback viene inizialmente scelto come partner di Sheamus e Randy Orton per andare contro lo Shield, a WrestleMania; ma il suo posto verrà preso da The Big Show, dopo che nella medesima serata dopo essere stato attaccato dallo Shield, ha subito tre World's Strongest Slam da Mark Henry. A WrestleMania 29, i due si affronteranno. Nella puntata successiva avranno anche una sfida di sollevamento pesi, che non avrà buon fine per Ryback, dopo che Henry forzerà l'asta con i pesi sul collo dell'avversario, facendolo soffocare. A WrestleMania 29 non riesce a trionfare contro Mark Henry, ma dopo il match effettuerà comunque la sua Shell Shocked, sul World's Strongest Man.

#### Alleanza con Curtis Axel (2013–2014)

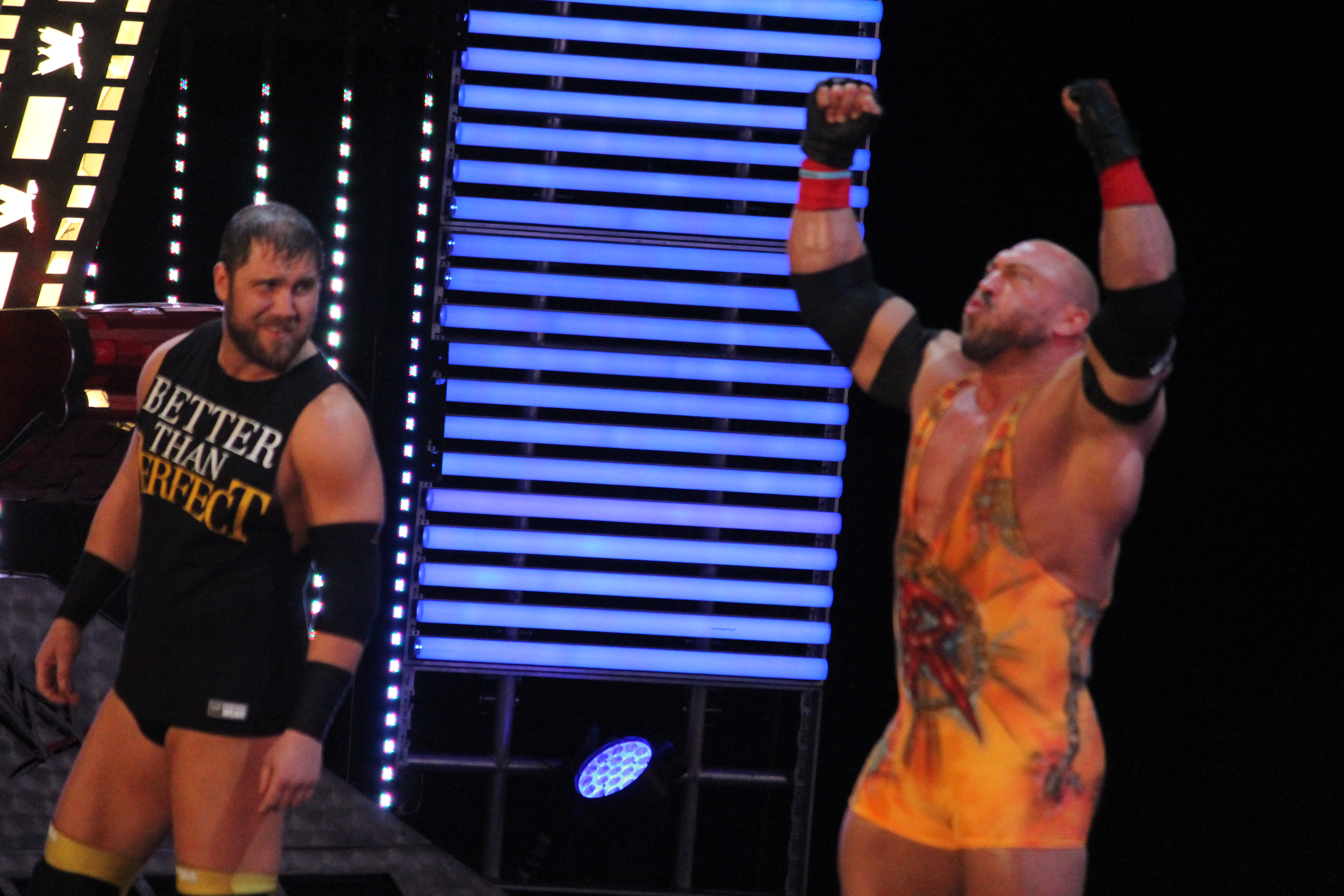
Ryback (a destra) insieme a Curtis Axel nel 2014

L'8 aprile, a Raw, al termine del main event, Ryback attacca Mark Henry aiutando John Cena, ma subito dopo attacca quest'ultimo effettuando un turn heel e cominciando una faida con Cena per il titolo. Nella puntata di Raw del 6 maggio, Vickie Guerrero chiama sia lui che John Cena sul ring per decidere la stipulazione del loro match ad Extreme Rules ed è lo stesso Ryback a prendere la decisione: un Last Man Standing match. Ad Extreme Rules, il match per il WWE Championship finisce in un no contest, dopo che Ryback sfonda lo stage con una Spinebuster su Cena e non rispondendo al conto di dieci. A Payback, perde il Three Stages of Hell match contro Cena per 2-1: vince il Lumberjack match, ma perde sia il Tables che l'Ambulance match. Ryback avrebbe voluto un rematch per il WWE Championship a Money in the Bank, ma invece si troverà ad affrontare Chris Jericho al pay-per-view, dove Ryback è emerso vincitore.
A Night of Champions 2013 Ryback aiuta un ormai spacciato Paul Heyman a vincere contro CM Punk, schiantando quest'ultimo contro un tavolo e aprendo una probabile nuova faida. A Battleground viene sconfitto da CM Punk venendo colpito alla parti intime. La sera dopo, a Raw, viene sancito un match a Hell in a Cell tra i due. Nella puntata di Raw successiva, Brad Maddox sancisce una Beat the Clock Challenge Match tra Ryback vs R-Truth e CM Punk vs Curtis Axel vinta da Punk per undici secondi scegliendo così la stipulazione del match: Handicap Hell in a Cell Match tra CM Punk vs Ryback e Paul Heyman. Il 27 ottobre a Hell in a Cell perde contro CM Punk. Nella puntata di Raw del 28 ottobre perde uno Street Fight Match contro CM Punk votato dal WWE Universe grazie alla WWE APP. Nella puntata di Raw successiva batte The Great Khali e dopo il match attacca Santino Marella. Nella puntata di Smackdown dell'8 novembre perde contro John Cena. Nella puntata di Raw dell'11 novembre perde contro R-Truth. Nella puntata di Smackdown del 15 novembre fa coppia con Curtis Axel contro CM Punk e Daniel Bryan; il match termina in un no contest per l'intervento della Wyatt Family. Nella puntata di Raw del 18 novembre viene sconfitto da Big Show. Nella puntata di Smackdown del 22 novembre sconfigge The Great Khali. A Survivor Series 2013 viene sconfitto dal rientrante Mark Henry. Nella puntata di WWE Raw del 25 novembre Ryback e Curtis Axel perdono contro il Team formato da Big E Langston e Mark Henry. Nella puntata di WWE Raw del 2 dicembre Ryback e Curtis Axel sconfiggono The Miz e Kofi Kingston. Nella puntata di WWE Main Event del 4 dicembre perde contro Goldust per Squalifica a causa dell'intervente di Curtis Axel. Nella puntata di WWE SmackDown del 6 dicembre Ryback e Axel riescono a sconfiggere i campioni di coppia ovvero Cody Rhodes e Goldust in un Non Title Match. Nella puntata di WWE Raw del 9 dicembre dedicata agli Slammy Awards Ryback, Curtis Axel e i Real Americans perdono contro Rey Mysterio, Big Show e i Rhodes Brothers. Nella puntata di WWE SmackDown del 13 dicembre Ryback perde contro Big Show. A TLC i RybAxel partecipano ad un Match a 4 squadre il quale partecipano anche i Real Americans, Big Show e Rey Mysterio e la Rhodes Family non riuscendo a vincere i titoli di coppia. Nella puntata di Raw del 23 dicembre Ryback batte Kofi Kingston.
Alla Royal Rumble entra col numero 26 venendo eliminato da Batista. Nella puntata di WWE Raw del 27 gennaio 2014 il team RybAxel affronta gli Usos venendo però sconfitti. A Elimination Chamber nel Kick-off i RybAxel vengono sconfitti dalla Brotherhood. A WrestleMania XXX Ryback e Curtis Axel partecipano in un fatal 4-way elimination tag team match per i WWE Tag Team Championship non riuscendo a vincerli. Nella puntata post-Extreme Rules sconfigge Cody Rhodes. A Payback 2014 i RybAxel sconfiggono The Brotherhood. Nella puntata di Raw tenutasi il 16 giugno i RybAxel vengono sconfitti da Goldust e Stardust. In seguito Ryback si è preso un periodo di pausa per curarsi da un'ernia, a causa della quale è stato operato il 26 agosto.

#### Faida con l'Authority (2014–2015)

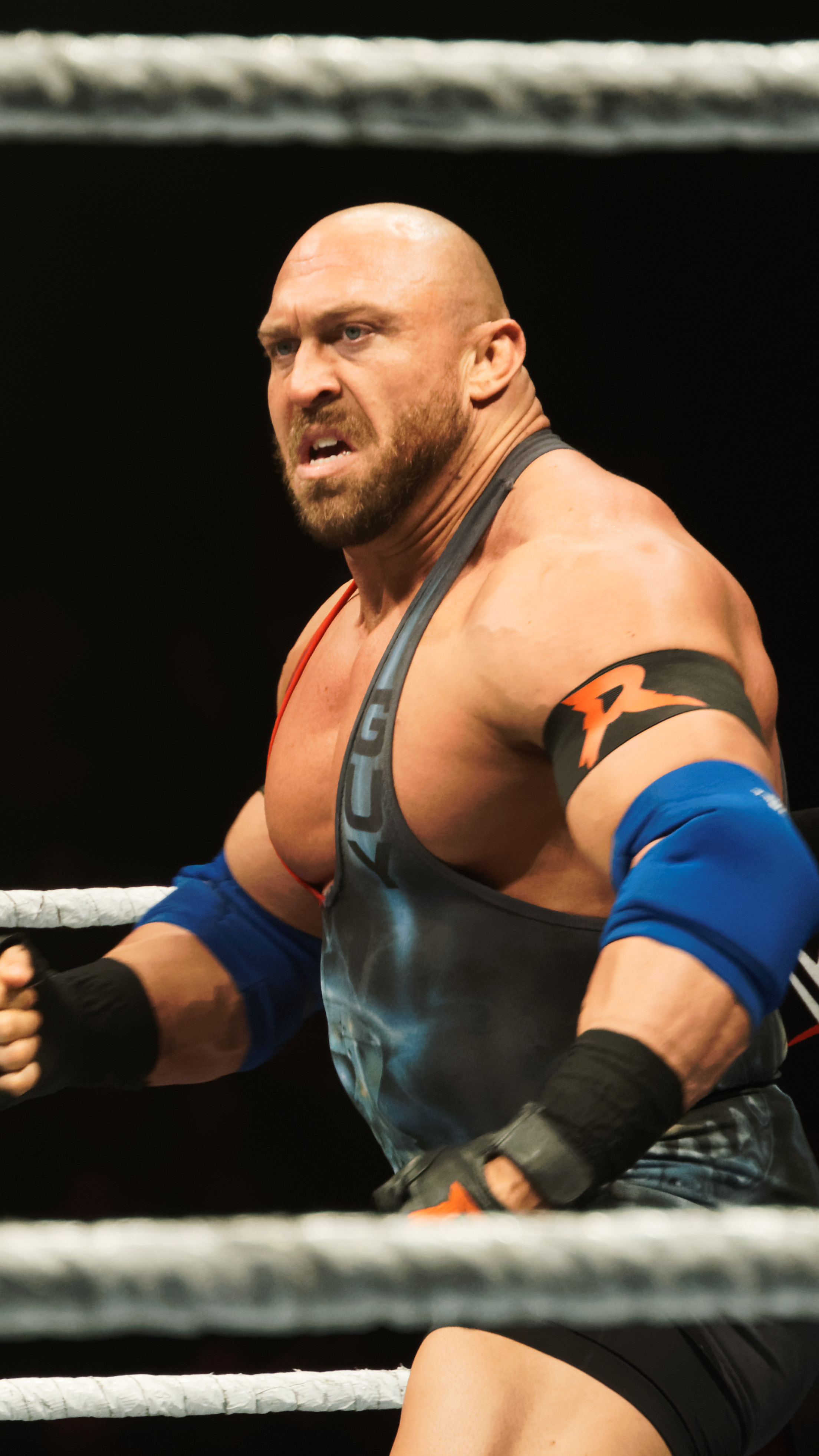
Ryback nel 2015

Ryback è tornato nella puntata di Raw del 27 ottobre, come face per la prima volta dal 2013, ritornando ad utilizzare la sua vecchia gimmick del "Feed Me More", e ha poi sconfitto Bo Dallas. Ryback ha poi interrotto la sua alleanza con Curtis Axel il 6 novembre a Superstars. Nella puntata di Raw del 10 novembre, Ryback si è apparentemente unito al Team Authority in vista delle Survivor Series dopo aver attaccato John Cena, ma in seguito ha attaccato i suoi presunti alleati dopo che essi hanno interferito nel suo match contro Cena, unendosi al Team Cena una settimana dopo. Alle Survivor Series, Ryback è stato eliminato da Rusev, ma il Team Cena è riuscito comunque a vincere il match, estromettendo l'Authority al potere. A TLC, Ryback ha sconfitto il membro del Team Authority Kane in uno Chairs match. Dopo che Seth Rollins ha costretto Cena ha riportare l'Authority al potere, Ryback insieme a Erick Rowan e Dolph Ziggler, sono stati licenziati da Triple H (kayfabe) il 5 gennaio a Raw come punizione, ma sono stati riassunti dopo che Cena ha sconfitto Rollins, Kane e Big Show in un handicap match a causa di una distrazione da parte di Sting il 19 gennaio a Raw. Nella puntata di SmackDown del 22 gennaio, Ryback ha sconfitto Rusev per count-out ottenendo un posto nel Royal Rumble match, dove è stato eliminato da Big Show e Kane. A Fastlane, ha fatto coppia con Rowan e Ziggler in un six-man tag team match contro Rollins, Big Show e Kane, perdendo nell'occasione. Ryback ha preso parte all'André the Giant Memorial Battle Royal a WrestleMania 31, ma è stato eliminato dal vincitore Big Show.
Nella puntata di Raw successiva a Extreme Rules, Ryback è stato attaccato da Bray Wyatt, portando ad un match tra i due a Payback, in cui Ryback ha perso. A Elimination Chamber ha vinto il vacante Intercontinental Championship, il suo primo titolo in WWE, sconfiggendo Sheamus, Dolph Ziggler, King Barrett, Mark Henry e R-Truth in un Elimination Chamber match. A Money in the Bank ha conservato il titolo per squalifica contro Big Show, dopo che The Miz ha attaccato entrambi. La settimana successiva a Raw è stato reso ufficiale il triple threat match per l'Intercontinental Championship a Battleground contro The Miz e Big Show, ma il match non si è svolto per un'infezione da stafilococco subita da Ryback. A SummerSlam, ha difeso il titolo intercontinentale schienando The Miz in un Triple Threat match che ha incluso anche Big Show. A Night of Champions, ha perso l'Intercontinental Championship contro Kevin Owens. A Hell in a Cell, è stato sconfitto da Owens nel rematch valido per l'Intercontinental Championship.

#### Varie faide e abbandono (2015–2016)

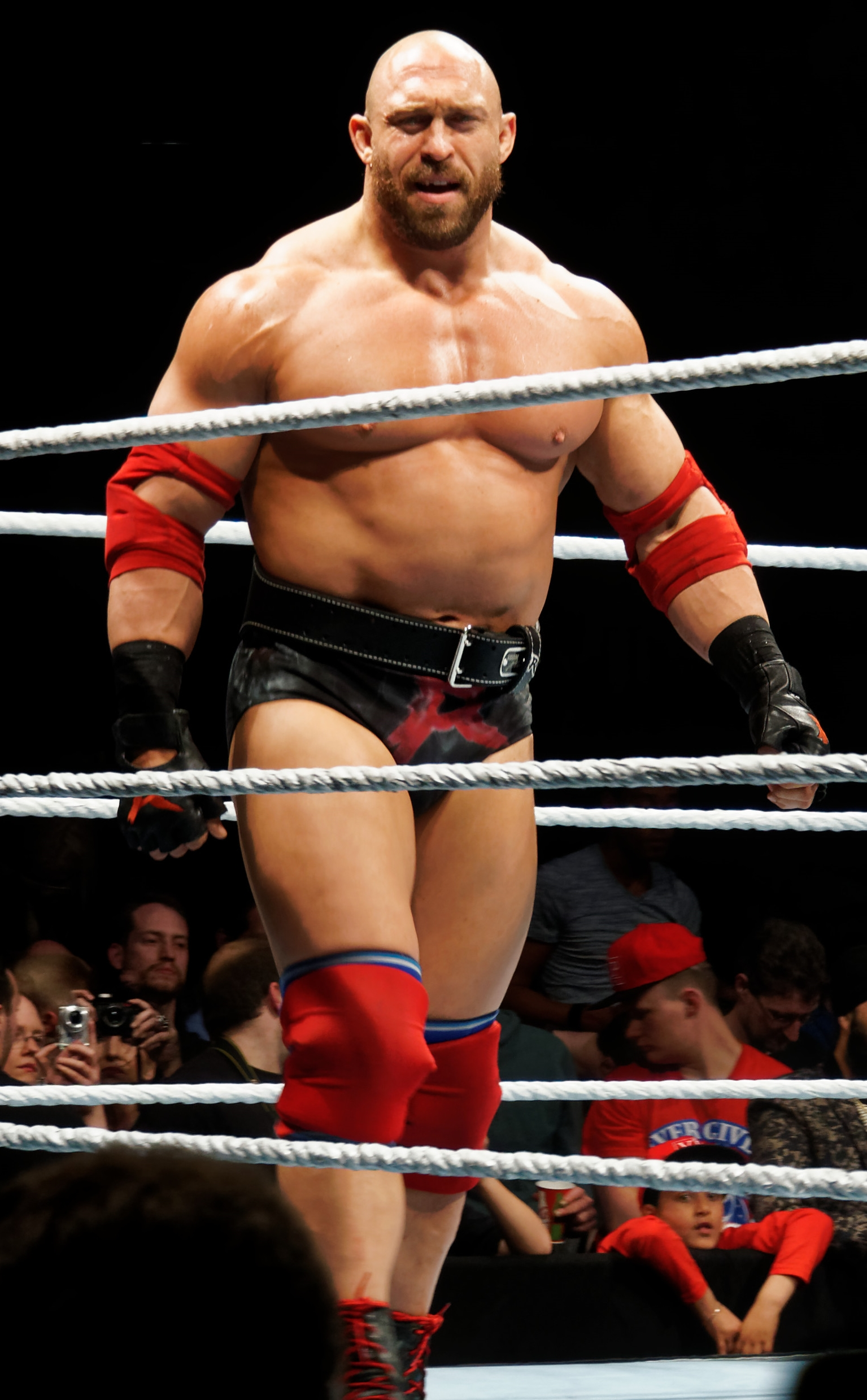
Ryback nel 2016

Il 22 novembre 2015, a Survivor Series, Ryback ha fatto squadra con gli Usos (Jey Uso e Jimmy Uso) e i Lucha Dragons (Kalisto e Sin Cara) sconfiggendo il New Day (Big E, Kofi Kingston e Xavier Woods), King Barrett e Sheamus in un 5-on-5 Traditional Survivor Series Elimination match. Ryback ha poi iniziato una faida con Rusev, dopo che aveva interrotto quest'ultimo e Lana durante una puntata del Miz TV. Il 13 dicembre, a TLC: Tables, Ladders & Chairs, è stato sconfitto da Rusev. Nella puntata di Raw del 4 gennaio 2016 è stato annunciato che Ryback avrebbe partecipato al Royal Rumble match dell'omonimo pay-per-view; più tardi, quella stessa sera, durante il suo match contro Big Show i due sono stati attaccati dalla Wyatt Family. Alla Royal Rumble Ryback è entrato nella rissa reale con il numero 9 ed è stato eliminato da Big Show dopo circa 12 minuti di permanenza sul ring. Nella puntata di SmackDown del 4 febbraio ha messo in mostra un nuovo look, abbandonando la sua canottiera colorata e indossando un nuovo abbigliamento aderente nero. Il 21 febbraio, a Fastlane, Ryback ha sconfitto la Wyatt Family (Braun Strowman, Erick Rowan e Luke Harper) in squadra con Big Show e Kane. Tuttavia la sera dopo, a Raw, durante la rivincita tra i due team ha abbandonato Big Show e Kane, causando la loro sconfitta ed effettuando un turn-heel. Nella puntata di Raw del 14 marzo ha sconfitto Sin Cara e ha ufficialmente sfidato Kalisto per il WWE United States Championship a WrestleMania 32, sfida che il wrestler mascherato ha accettato in un'intervista con Michael Cole. Il 3 aprile, nel kick-off di WrestleMania 32, Ryback è stato sconfitto da Kalisto, che ha dunque mantenuto il titolo. Nella puntata di SmackDown del 21 aprile ha battuto Kalisto in un match non titolato. Il 1º maggio, nel kick-off di Payback, è stato però nuovamente sconfitto da Kalisto.
Il 2 maggio 2016, poco prima della messa in onda della puntata settimanale di Raw, Ryback è stato allontanato dall'arena in cui si sarebbe dovuto svolgere lo show a causa di una disputa con alcuni dirigenti della WWE (legit). Il giorno dopo ha diramato un comunicato sulla sua pagina Tumblr in cui spiegava di essere insoddisfatto a causa della diversità di trattamento nei pagamenti dei wrestler e della mancata possibilità di avere il controllo creativo sul personaggio. Il 5 agosto 2016 ha annunciato sul suo profilo Instagram di aver rescisso consensualmente il suo contratto con la WWE.

### Circuito indipendente (2016–2018)
Subito dopo aver lasciato la WWE, Reeves ha annunciato di cercare offerte di booking da varie federazioni indipendenti. Il 25 agosto è stato reso noto il suo ingresso nella Northeast Wrestling.
Nella WrestlePro Reeves ha debuttato come The Big Guy e il 15 ottobre, durante un live event a New York, ha vinto il WrestlePro Tag Team Championship con Pat Buck.

## Personaggio

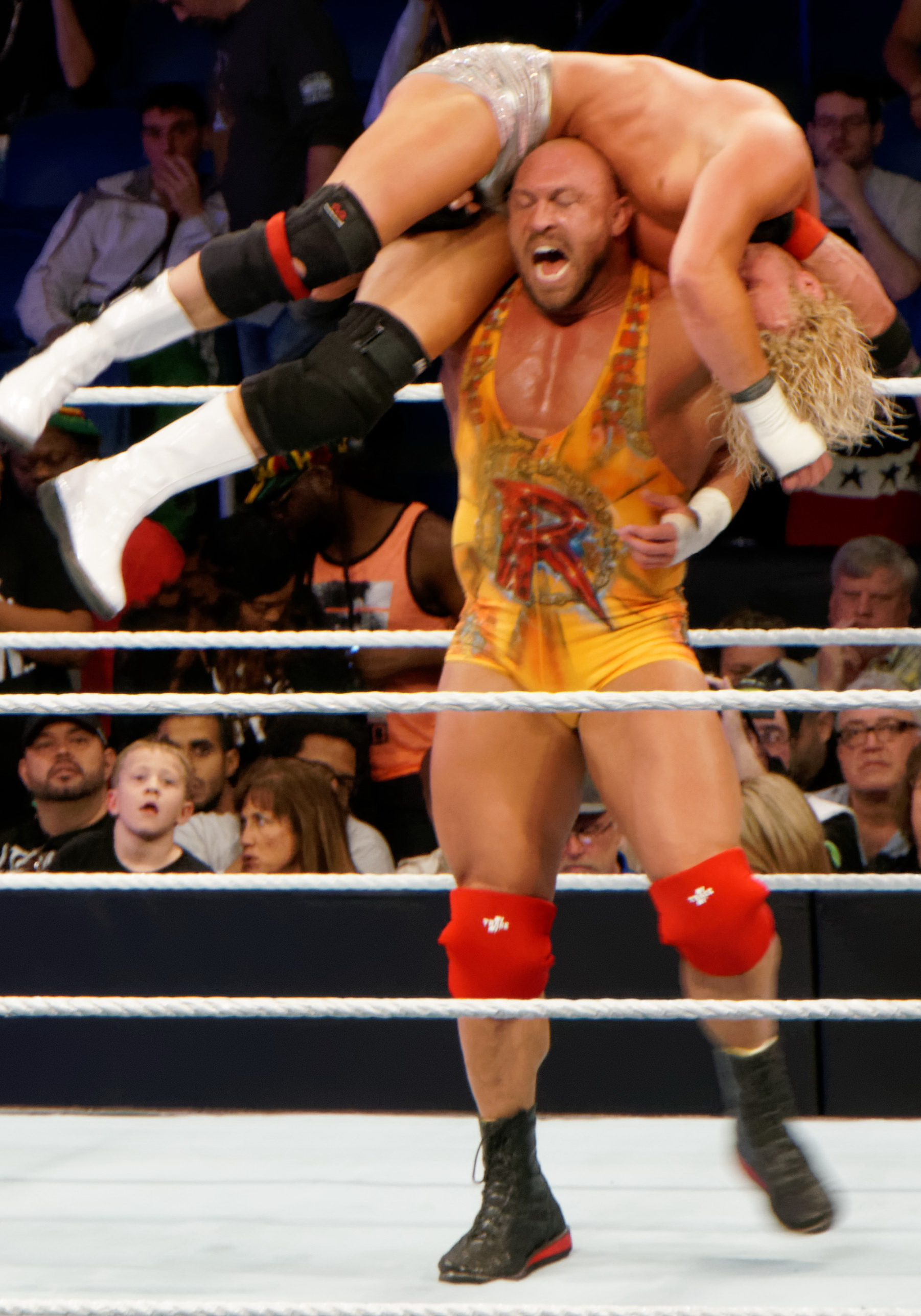
Ryback mentre esegue la Shell Shocked su Dolph Ziggler

### Mosse finali
- Over the Shoulder Boulder Holder (Fireman's carry seguita da una Backpack stunner)
- Shell Shocked (Fisherman suplex seguito da un Horizontal muscle buster)

### Soprannomi
- "Big Hungry"
- "Corn-Fed Meathead"
- "Human Wrecking Ball"
- "Silverback"
- "Rybotch"

### Musiche d'ingresso
- Wild & Young degli American Bang (2 marzo 2010–11 maggio 2010)
- We are One dei 12 Stones (7 giugno 2010–18 agosto 2010; usata come membro del Nexus)
- Meat di Jim Johnston (6 aprile 2012–10 agosto 2012)
- Meat On the Table di Jim Johnston (13 agosto 2012–3 maggio 2016)
- Meat On the Perfect Table di Jim Johnston (31 marzo 2014–26 agosto 2014; usata come membro dei RybAxel)
- Feeding Time di Ryan Reeves (26 agosto 2016–25 agosto 2018)

## Titoli e riconoscimenti
- Heroes & Legends Wrestling
  - HLW Championship (1)
- Ohio Valley Wrestling
  - OVW Heavyweight Championship (1)
- Pro Wrestling Illustrated
  - 13º tra i 500 migliori wrestler singoli nella PWI 500 (2013)
- World Wrestling Entertainment
  - WWE Intercontinental Championship (1)
- WrestlePro
  - WrestlePro Tag Team Championship (1) – con Pat Buck
- Wrestling Observer Newsletter
  - Most Overrated (2012)